# クイーンズブレイド (小説)
- クイーンズブレイド > クイーンズブレイド (小説)
- クイーンズブレイド (アニメ) > クイーンズブレイド (小説)

『クイーンズブレイド』（Queen's Blade）は、ホビージャパンより刊行されている対戦型ゲームブック『クイーンズブレイド』を原作とした小説作品。ホビージャパン・HJ文庫刊。
本項では『キャラの!』（ホビージャパン）で連載された短編連作『激闘! クイーンズブレイド』についても記述する。

## 概要
小説版の著者はいずれも沖田栄次。イラストは本編（全5巻）がえぃわ・「激闘」が赤賀博隆・「流浪の戦士」が宮澤努である。
原作ゲームブックと登場キャラクターは基本的に同じであるが、設定には一部相違がある他、小説版オリジナルのキャラクターも登場する。

## ストーリー
本編・TVアニメのノベライズはいずれも流浪の戦士・レイナが主人公である。

### 本編
ソード・オブ・ユニコーン
2007年5月1日初版 ISBN 9784894255487
謎の剣「ソード・オブ・ユニコーン」を持つ少女・フィオをレイナとトモエがアイリ達から守る顛末が描かれる。
リターン・オブ・アマラ
2007年9月1日初版 ISBN 9784894255951
フィオと旅を続けるレイナ。そこにアマラ復興を目指すメナス、わがまま天使ナナエル、そして森の番人ノワが現れる。
メッセージ・オブ・カトレア
2008年2月1日初版 ISBN 9784894256590
一時的にカトレアの武器屋で働くことになったレイナとフィオ。メルファ、メローナ、ナナエルも登場。
カース・オブ・デビルリング
2008年7月1日初版 ISBN 9784894257337
行き倒れになっていたエルフの娘・ノワに懇願され、エルフの森を滅びの危機から救うことになったレイナ一行に、復讐に燃えるアイリ達の魔手が迫る。
ナイト・オブ・ユニコーン
2008年11月1日初版 ISBN 9784894257832
レイナはドワーフの娘・ユーミルと共に、再び誘拐されたフィオを救出すべく悪霊島へ乗り込むがそこで死別したはずの母と再会する。

### 激闘! クイーンズブレイド
『キャラの!』で2007年8月号より連載された。
2008年3月1日初版 ISBN 9784894256767
出奔したレイナを連れ戻すことを命じられた妹・エリナと従者・イルマが旅先で遭遇する様々な事件を描いた短編集。エキドナ、トモエ、リスティ、ニクス、クローデットが登場。

### クイーンズブレイド 流浪の戦士
1. 2009年8月1日初版 ISBN 9784894259157
2. 2009年10月1日初版 ISBN 9784894259423

TVアニメ版の第1期のノベライズ。

## 登場人物

### 主要人物
小説版とゲームブック本編では差異が存在するため差異について補足する。
レイナ
主人公。フィオを助けたことが縁で、トモエと共に彼を守りながら「クイーンズブレイド」を目指すことに。
フィオ
踊り子の少年。本名はフィオティエル・シェラグリード。治癒能力など不思議な力を秘めている。奏剣ソード・オブ・ユニコーンの所持者。普段は女装をしており、少女に見える。これはそのほうが客をたくさん取れる、人に守ってもらえるなどの計算と、自身の趣味の双方から。記憶喪失らしく自分が何者かという手がかりを探しにレイナと旅をしている。セトラ曰く「ソード・オブ・ユニコーンの半身」。
イルマ
　「激闘!クイーンズブレイド」では、当初女王の命によりヴァンス伯爵の暗殺をする為に清掃員として潜伏していたが、心身共に優秀なこと、そして何よりもエリナと同じ年齢という理由で近衛隊副官クローネンベルグに近衛隊に任命され、エリナの側仕えとなっている。その中でエリナと奇妙な友情が芽生えている模様。尚、本遍と長編小説版1・2・3巻とリンクしている場面が数箇所ある。そして短編小説の終章から長編小説4巻の初め辺りとリンクもしており、エリナの到着までの足止め目的でレイナと対峙するも、お互い互角の腕で決着かつかず、レイナとの対話により中断された。その際レイナに大会への参加を促された。
短編小説版では、ヴァンス領南方地域の出身であること、『南方戦役』において故郷とたった一人の肉親だった兄を失っている。元凶である女王アルドラの命を獲るべく「牙の暗殺者」へ入団し、女王の信頼を得て近づく機会を狙っている。
エキドナ
「激闘!クイーンズブレイド」においては、ヴァンス伯爵とは長い付き合いであるが、今でも独特の威厳ある気配に圧倒されそうになるため多少苦手である、ということになっている。また、長寿のエルフの目から見て人間の成長は「あっという間」であり、前に会った時は幼子だったクローデットが強く成長した姿を見て、喜ぶ面も。
変装しての任務を苦手としている。不得手を誤魔化す為に「変装はバレる為にある」とわざとバレやすい変装をしている（小説版「ソード・オブ・ユニコーン」の設定）。
メナス
小説版では元々アマラ王国のあった「カーン・オアシス」に再び王国を築こうとしており、父と同じ過ちを犯さぬようにしようと尽力している。
小説版においての生前のメナスは、常に命を狙われる境遇の上、父王から王は孤独と言い聞かされ育った事から、QB本編と比べると冷徹で、歌姫のサリアやセトラ、そして師匠のアナリスタにのみ心を開き、それ以外の家来を虫けら同然に扱っていた。だがそのアナリスタに裏切られ命を落とす事になる。その為メナスはアナリスタへの憎悪と復讐の為。呪いの力を冥界で修得した事になっているが、本編同様アナリスタに対する憎しみは吹っ切った模様。
エリナ
レイナ捜索において、イルマを傍に置いている。
ゲームブックでも食べている腸詰に対するこだわりが強調されており、長旅に出る際には必ず腸詰を大量に持参し、それがなくなると新たに調達しない限りやる気が半減する。
アイリ
フィオの事を「お坊ちゃま」と呼び、個人的にも気に入っており、フィオにマジックアイテム「助けてアイリさん」を渡した。
ナナエル
小説版では、左右不均等の翼は天上界の聖獣の長『グレート・ユニコーン』の原因不明の眠りと関連があるという天使長の考察から、ソード・オブ・ユニコーンの調査、回収も命ぜられている。
小説版において、聖乳の瓶には、天使に必要なエレガントさを身につけるための「矯正道具」としての意味合いがあることが記されている。
小説版では、普段セレスチャル・サーベルは天界の武器庫に保管しており、戦闘時にのみ召喚するとなっている。また相手に直接相手に触るのが嫌なので、両手･両足に手甲･足甲を装備している、ということになっている。
小説版3巻において、ホーリーダイブは強力だが、発動したら止める事も地面に着くまで軌道修正する事が出来ない技と説明されている。実際、カトレアが軌道に合わせて大剣「巨人殺し」を突き出した為、止める事もよける事も出来ずそのまま衝突した。
カトレア
小説版において、大変な剛力の持ち主であることを示すエピソードがいくつかあげられている。
例えば、カトレアが投擲したジャベリンは弓矢よりも威力があるとされ、防御しようとしたレイナの盾が破壊されている。
別の例では、片手でのフルスイングによって、レイナの盾を破壊するシーンがある。
レイナ曰く「『巨人殺し』を片手で振り回せる程の筋力と剣技が、あのプロポーションを維持している」である（小説版3巻「メッセージ・オブ・カトレア」序章より）。
ニクス
エリナのことを憎む原因となる幼少期のエピソードとして、料理人である母が限られた材料の中で作り上げたお菓子を、無邪気なエリナが侮辱した話がある。
クローデット
ヴァンス伯との間の信頼関係がはっきりと描写されている。ヴァンス伯爵暗殺の報に対して、必ず守るので囮になって下さいというクローデットの案に、父親として承諾するなど。
アルドラ
短編小説版において、女王になった後、武力による大陸制圧を目論み大戦「南方戦役」を勃発させたとなっている。
その戦役において「剣聖マリア」と一騎討ちをし、それ以来生涯で唯一マリアを恐れるようになった。

### その他
グレート・ユニコーン
霊獣ユニコーンの王であり、天界において「霊獣王」と称される浄化と再生を司るユニコーン。
力があまりにも強大すぎ、地上に影響を与える為に長く地上に留まる事が出来なく、汚れを嫌うために普段は天界に棲んでいるが、汚れなき神の音階を持つ者「歌姫」の前にのみ姿を現し、数千年前にサドラーの歌姫「サリア」にのみ心を許していた。
地上に長く居続けるためには人の姿をしなくてはならなく、サリアの「遺言」が後のグレート・ユニコーンに影響を与えた。その為現在天界において原因不明の長い眠りに就いている。
天使長
『グレート・ユニコーン』が謎の眠りについたあと、天上界での治癒力・浄化力が低下した為に、ソード・オブ・ユニコーンの調査・回収を画策する。そしてナナエルの左右不均等の翼にも関係があると考えたことから、この任務をナナエルに命じた。
サリア
アマラ王国時代のメナスが、心を許していた人物の一人。故人。隣国のサドラーから貢物として贈られた銀髪の歌姫で、その歌はメナスやセトラにも気に入られていた。
アナリスタの謀反を止めようとするが失敗、喉を潰され殺害されるという歌姫として悲惨な最期を遂げた。
セトラ曰く、フィオに容姿が似ている。そのためメナスはフィオのことを、自分と同じようにサリアが蘇ったものだと思い込もうとした。
清らかな歌声にグレート・ユニコーンが唯一心を許した少女でもあり、サドラーでは毎日のように歌を聞かせてあげていた。アマラに献上される前にグレート・ユニコーンに言った台詞=「遺言」が後にグレート・ユニコーンに影響を与えることになる。
ローガン
酒屋件宿の主人。一見ただのスケベおじいさんだがエキドナとは旧知の仲でかなりの情報通。若い頃はかなりの修羅場を潜り抜けた冒険家だったらしく、短編小説版の終章ではエリナとイルマの2人同時に気配を悟られる事なくたやすく背後に回って肩を掴んだ。
骸骨剣士
アイリの部下でアンデッドの剣士。元々は沼地の魔女の討伐に来ていた戦士達をアイリが返り討ちにし、そのまま配下にした。そんなに強くも無い代わりに魔力や聖なる力を帯びた武器でなければ完全に倒せない。
陸クラゲ
アイリがアジト警護の為置いているモンスターで主食は生物の体液。レイナが言うには10本ある触手の内2本ある麻痺毒効果のある触手で獲物の動きを封じてから他の触手で内側から触手を刺しこむらしい。
土産物屋ハンス
クイーンズブレイド闘技場の近くで女戦士のグッズを売っている老人。またエキドナとも旧知の仲で親父ギャグを言いまくり彼女をげんなりさせる事も。
セトラ
「魔人モード」なる鋼鉄の肉体をもつ拳闘士へと変化することが可能である。その時の戦闘力は一騎当千、その素早さと力でレイナを圧倒した。そして指先から「エレクトロ・フィンガー」なる雷光も出す。
ヌビア
犬の頭をした砂人形で、メナスとセトラに従えている。太古の昔、王国アマラが兵士の確保をする為に砂に呪術をかけて創りあげた兵士で通常の武器では通用しないが、「呪い系」の能力な為、浄化の力には弱い。
一体一体それぞれの意思を持ち、忠義深く礼儀正しい性格でメナスとセトラの命令を忠実に守っており、捕縛はするが殺生は一切しない。そして新国カーン・オアシスにおいては住人に代わり重労働も行っており、呪術により疲労知らずである。
シッターラ
「神の指のシッターラ」とも呼ばれる超一流のマッサージ師。マッサージオイルの為だけに砂漠地帯を離れないと言われる。メナスに誘拐されたが、彼女の「王家の威光」の前に専属マッサージ師の立場を受け入れ、家族の事を忘れて日々精進していた。
マッサージの際、手触りだけで相手の事が全て分かる特技を持ち、レイナの生まれ育った場所や身体の状態まで言い当てた。
マザー・エルダー
森エルフ評議会最高責任者。かつて「エルフ最強の呪術師」と言われ、見かけは少女のそれながら強力な呪力を持っており、とある理由で自分に不老の呪いをかけた。
また過剰に誇り高いため人間など別種族に助けられるならいっその事死を望むほどプライドが高く、そのためハーフエルフのノワに対しても血の混じりし者と邪険に扱うも、その事をフィオに咎められた時は目を伏せてそれがエルフの生き方と話している所から、自分達のやっている事を悪しき事とは自覚している模様。
ヘル・スクリーム
アイリの部下で強力なスペクター。理由は不明ながらエルフを激しく憎む。
フロスト・ドラゴン
主に高山地帯・寒冷地帯に生息するドラゴンで、冷気をまとい、口から吐く息は空気中の水分を凍結させダイヤモンドダストをつくる程。
エルフの樹上都市の壊滅を図るべくアイリとメローナが召喚し、あらゆるものを凍結させながらレイナ達に攻撃したが、封印が解かれたソード・オブ・ユニコーンの一撃の元に倒された。
クローネンベルグ
ヴァンス伯爵近衛隊副官で、本名ダリュウ・クローネンベルグ。伯爵領の北部を支配するクローネンベルグ子爵家の三男で、冷気を操る魔法に長けている。
普段はエリナのサポートをし、伯爵領の諜報活動に関する詳細を報告したりしているが、大抵は仕事が面倒臭くてしょっちゅう外出するエリナに代わって近衛隊を取り仕切っており、その度にエリナに説教をしている。エリナが父・ヴァンス伯爵以外に逆らえない人物の一人である。
ヨーコッカー
ヴァンス伯爵領と女王の領土を隔てる長城周辺にてクローデット率いる伯爵軍と攻防戦を繰り広げている女王軍精鋭部隊「第十軍団」を統括する将軍で本名レギオ・ヨーコッカー。優れた戦略と指揮力から「禿頭の知将」の異名をもつ。国境越えを敢行するエリナとイルマにより、陣営を強行突破された挙句自らも深手を負わされたので帝都ガイノスに引き戻された（この話は小説版3巻とリンクしており、その後大聖堂にてメルファの神聖力により完治、メルファを他の信者同様「聖女様」と崇めた）。
剣聖マリア
故人。ヴァンス伯爵の妻でレイナとエリナの母親。
マリアがのモットーは強く・美しく・優しくというもので、レイナもそのモットーを受け継ぐよう努力しており、クローデットも生涯の目標としている。
元々北部領の出身で、ヴァンス家に嫁いだ後は、後に歴史に刻まれる大戦「南方戦役」にて近衛軍将軍として、ヴァンス領四方将軍と共に女王軍と激戦を繰り広げていたという。
アルドラ現女王が唯一恐れ、エキドナも生涯でただ一人「心の友」と認めており、クイーンズブレイドで相見える事を願っていたが、本遍から約8年前の南方戦役の後に病によりこの世を去った。
なおマリアの設定は、小説オリジナルなのかオフィシャル設定なのかは不明。コミック版である「クイーンズブレイド-Hide&Seek-」でもエリナはエキドナとマリアが旧知の仲である事は述べられている。
ティモーフ
巨大な体躯をしている白虎で、エリナのペットであり、近衛隊本部「エリナ宮」の番犬でもある。
剣聖マリアがヴァンス伯爵へ嫁ぐ際に数頭連れてきた白虎の子孫で、現在さらに数頭子供もいて、イルマに大変懐いている。
沼地の魔女
頭が切れ、時に派手な作戦を立案している。
意外と下僕想いな一面を見せている。
剣聖マリアのことを、僕とするために復活を試みている。
ヴァンス伯爵
小説「激闘!クイーンズブレイド」ではエキドナとは爵位を継承する前からの長い付き合いであり、エキドナにレイナの調査と説得を依頼しており、カトレアの元で元気でいた事と、行動そのものが剣聖マリアの若い頃に似ていると聞いて安心している（捕縛の依頼はしていない模様）。

## 用語
クイーンズブレイド
小説版では、進行方式についての設定が、いくつか明らかにされている。
試合前に審判像が現れる。試合中に第三者による乱入等があった場合、妨害行為として試合は中止される。
「プレオーダーバトル」なる前哨戦が存在することになっている。
悪霊島
小説版のみ登場。鳥すら通わぬ波濤の彼方にある島で、かつて神代の時代に神々とその眷属達に反旗を翻した者達が住んでいたと言われる島で、漁師はおろか海賊ですら近寄らない。
現在沼地の魔女の所有物となっており、最深部の魔法研究所には「蘇生魔法」用の魔法装置が並べられ、メナスもそこで復活した。
現在メナスの時の事を教訓にして、「剣聖マリア」を蘇生させている模様。
カーン・オアシス
小説版のみに登場する場所。元々アマラ王国のあったオアシスで、王国時代からの城壁・建造物と、地下水を利用した水路により、砂漠の中の街でありながら快適な生活を送ることが可能になっている。呪いの熱砂と流砂により周囲から隔離されており、流砂でも進む事のできるヌビアや大サソリ、および飛行するしか、内外への交通手段はない。
復活したメナスはここに王国を復興させようとし、周囲から男たちを誘拐しては使役していた。普通なら反抗しそうなこの男たちは、しかしあまりにも生活しやすい環境と、ヌビアが重労働を代わりに行ってくれる為、そしてメナスの王家としての威光に、心から服従していた。そのため、レイナとの和解の後、多くの男達はこの快適で治安の良い国に家族を呼び寄せることとなった。
アマラ王朝に伝わる武闘神事「神聖闘技（ドローレス）」が、カーン・オアシスの神事としてそのまま受け継がれている。神事等の模様はアマラ王朝から機能している伝達機関として、メナスの所有する水晶球を介して街中に点在している噴水をスクリーン代わりにして投影される。
小説版の設定は「古代王女の書」とは異なり、強力なマジックアイテムを大量に作っていた事で、大地の疲弊を招いてしまい砂漠になってしまったとされている。この国土損失を補うために周辺諸国への侵略戦争を始めたが、それが一奴隷・アナリスタの壮大な復讐劇を引き起こし、最終的に隣国サドラーによって滅ぼされた。
自由都市シェルダンス
小説版にのみ登場する場所。ヴァンス伯爵領と北部自由都市連合の中間地点に位置し、貿易と交通の要衝として知られる自由都市でクイーンズブレイドの前哨戦が実施されている。名産はカニ料理。元々古代遺跡の上に築かれた都市であり、いたる所に地下道や上下水道が存在している。地下空間にてレイナとアイリが戦った際、ソード・オブ・ユニコーンの力によって地下空間が崩れ、都市の三割が大崩落、大部分の貿易・交通共に機能が停止するという大災害に見舞われた。
また領主はかなりのやり手だが、近年海賊に街が襲われ迷惑している。
大陸四強
本作の時代において、現在大陸で【最強】と謳われている四人の女傑の事を指す。現在は以下の四人だが、エキドナとアレインはエルフで長命なため、この2人の座は長い間不動のものであり、残2人の座が時代と共に代わっていると言っても過言ではない。
- 歴戦の傭兵　エキドナ
- 武器屋　カトレア（「巨人殺しのカトレア」の通り名の方が通っている）
- 雷雲の将　クローデット
- 戦闘教官　アレイン

南方戦役
アルドラが女王の座に就いた際に、ヴァンス領直轄領宣言の元、圧倒的兵力でヴァンス領を制圧、大陸を制覇しようと勃発させた大戦。ヴァンス領南部から進行し、当初は圧倒的兵力に莫大な後方支援と物資供給により瞬く間に南方領域の大部分が制圧されたが、ヴァンスに嫁ぎ、近衛軍将軍に就いた剣聖マリアが四方将軍と共に後方支援と物資供給を断絶、さらに智略により女王軍を分断させ戦局を巻き返し、さらにはマリア自らアルドラと一騎討ちをし、勝利するとこまで追い詰めたが、無理を押してまで激戦を繰り広げていたマリアの容態が悪化、アルドラはマリアから逃げる形で軍を領土まで引き上げさせ、大戦は終局を迎えた。
女王軍は引き上げる際に制圧した南方領の物資を奪い去り、領民を奴隷として連れて行った。過酷な道のりでの行軍は、奴隷は食料すら与えられず行く先々で倒れた。この行軍は後に「死の行軍」と語られ、さらには敗走し、憤慨している兵士達は女性達を「はけ口」にし、女王領に連れて行かれた数ヵ月後には連れて行かれた女性達の数割は「父親も知らない子供の母親になった」という惨たらしい運命を辿ることとなった。
この大戦で女王側は経済的に、ヴァンス側は兵力的に勝利した結果となり、その後マリアの遺言で国境付近に長々距離にも及ぶ城壁「長城」が築かれ、現在も国境付近で小競り合いが続いている。